# (7333) Bec-Borsenberger
(7333) Bec-Borsenberger est un astéroïde de la ceinture principale.

## Description
(7333) Bec-Borsenberger est un astéroïde de la ceinture principale. Il fut découvert le 29 septembre 1987 à la station Anderson Mesa par Edward L. G. Bowell. Il présente une orbite caractérisée par un demi-grand axe de 2,58 UA, une excentricité de 0,19 et une inclinaison de 8,8° par rapport à l'écliptique.

## Compléments